# Lucas van de Meerendonk
Lucas van de Meerendonk (Utrecht, 16 september 1985) is een Nederlands nieuwslezer, journalist en presentator.

## Loopbaan
Lucas van de Meerendonk doorliep van 2003 tot 2007 de School voor Journalistiek aan de Hogeschool Utrecht. Hij was (freelance) verslaggever bij onder andere het Algemeen Dagblad, De Rekenkamer, het Schooltv-weekjournaal en BNN Today. Van de Meerendonk liep stage bij het NOS Jeugdjournaal, waarna hij in 2014 aan de slag ging als verslaggever bij het Zapp Weekjournaal. Toen dat programma stopte, werd hij verslaggever en tevens presentator bij het Jeugdjournaal.

## Privé
Van de Meerendonk is getrouwd en heeft twee dochters. In 2023 werden zij slachtoffer van een auto-ongeluk in Italië.

## Trivia
- Van de Meerendonk won in 2015 een Youth News Exchange-Award, een televisieprijs voor de beste reportage van een Europees nieuwsprogramma voor kinderen. Hij maakte voor het Zapp Weekjournaal een reportage op Lesbos over de 12-jarige Amal en haar familie die uit Syrië waren gevlucht.[4]
- In 2018 deed Van de Meerendonk mee aan De Slimste Mens. Hij overleefde vijf afleveringen en bereikte de finaleweek.